# Questron
Questron is een computerspel uit 1984. Het spel werd ontwikkeld en uitgegeven door Strategic Simulations. Het spel kwam uit voor de Apple II, Atari 8 bit en de Commodore 64. De speler begint als arme boer wiens land wordt aangevallen. Het doel van het spel is de tovenaar Mantor te vinden en te verslaan. Het magisch boek te herstellen en het land met monsters te doen laten overstromen. Het speelveld wordt van bovenaf getoond. Door dieren te verslaan kan de speler aan eten en geld komen.

## Platforms
| Platform     | Jaar |
| ------------ | ---- |
| Apple II     | 1984 |
| Atari 8-bit  | 1984 |
| Commodore 64 | 1984 |